# THE BEST/BLUE IMPACT
『THE BEST/BLUE IMPACT』（ザ ベスト/ブルーインパクト）は、三代目 J Soul Brothers from EXILE TRIBE初となるベスト・アルバムと、通算4枚目のオリジナル・アルバムである。2014年1月1日にrhythm zoneからセットで発売された。

## 概要
- 三代目 J Soul Brothersとしては初となるベスト・アルバム『THE BEST』と、4thオリジナル・アルバム『BLUE IMPACT』からなる2枚組アルバム。2CD+2Blu-ray、2CD+2DVD、2CDの計3形態での発売。初回盤は、『THE BEST』のみ「初回限定豪華デジパック仕様」となっている。

### THE BEST
- デビュー3年目にして初となるベスト・アルバム。CDには、デビューシングル「Best Friend's Girl」から8thシングル「Powder Snow 〜永遠に終わらない冬〜」までのシングル表題曲8曲と、アルバムやカップリングから5曲、EXILE TRIBEグループとのコラボ曲3曲の計16曲を収録。
- DVD及びBlu-rayには、CDに収録されている全楽曲のMUSIC VIDEOを収録。MUSIC VIDEOが存在しない楽曲は、（今作発売時点で）既に発表されているライブ映像を収録。
- 『THE BEST』には初回盤のみ、歌詞ブックレットとは別にフォトブックレットが同梱されている。

### BLUE IMPACT
- 前作『MIRACLE』より1年ぶりのリリース。2014年1月からスタートする全国ツアー「三代目 J Soul Brothers LIVE TOUR 2014 "BLUE IMPACT"」のキックオフアルバム。
- CDには、9thシングル「SPARK」から11thシングル「SO RIGHT」までの5曲と、EXILE TRIBEとして発表したシングル「BURNING UP」の三代目J Soul Brotherバージョンや「Waking Me Up」など、新曲4曲を含む全11曲を収録。「空に住む〜Living in your sky〜」は未収録となった。
- DVD及びBlu-rayには、シングル曲のMUSIC VIDEOとドキュメント映像を収録。

## プロモーション
- 今作『THE BEST/BLUE IMPACT』をリリースするにあたりプロモーションの一環として、東京メトロ丸ノ内線・新宿三丁目駅構内（改札外）に三代目 J Soul Brothersならぬ、「三丁目 J Soul Brothers」のロゴ入りのメンバーたちの巨大オリジナルデザインポスターが掲出された。（2013年12月27日〜2014年1月9日の間）[5]。
- 大阪では、"三両目 J Soul Brothers"と題して、毎日の平均乗客数約27万名を誇るJR大阪環状線で交通広告を実施。車両の外部には三代目 J Soul Brothersのロゴを使用したラッピングが一部に施され、内部は2010年リリースのデビューシングル「Best Friend's Girl」から最新シングル「SO RIGHT」までを綴ったディスコグラフィや、ここでしか見ることのできない限定オリジナルロゴを掲出。（2013年12月26日から約一ヶ月間）[5]。
- また、2013年12月13日からは、メンバーも参加するAmebaブログとTwitterが開始された[6]。

## チャート成績
- オリコン週間アルバムランキングで、4週連続首位を記録した。徳永英明『VOCALIST 4』以来3年8カ月ぶりで、男性グループとしてはコブクロ『5296』以来6年ぶりだった[1]。

## 収録曲

### THE BEST

#### CD
1. Best Friend's Girl (5:04)
作詞：松尾潔、作曲：川口大輔、編曲：中野雄太
  - デビューシングル表題曲。
2. On Your Mark〜ヒカリのキセキ〜 (4:19)
作詞：Kenn Kato、作曲・編曲：田中直
  - 2ndシングル表題曲。
3. 1st Place (3:37)
作詞・作曲：lil' showy
  - 1stアルバム「J Soul Brothers」収録曲。
4. LOVE SONG (5:30)
作詞：小竹正人、作曲・編曲：原一博
  - 3rdシングル表題曲。
5. 次の時代へ (5:35)
作詞：ATSUSHI、作曲・編曲：春川仁志
  - 1stアルバム「J Soul Brothers」収録曲。
6. FIGHTERS (3:18)
作詞：lil' showy / P-CHO / GS / KUBO-C / Tomogen、作曲・編曲：lil' showy
  - 4thシングル表題曲。
7. リフレイン (4:47)
作詞：秋元康、作曲・編曲：中野雄太
  - 5thシングル表題曲。
8. Go my way (4:09)
作詞：ArikA、作曲：BACHLOGIC / ERIK LIDBOM / FAST LANE
  - 6thシングル表題曲。
9. 花火 (5:38)
作詞：小竹正人、作曲:Hiroki Sagawa from Asiatic Orchestra、編曲：中野雄太
  - 7thシングル「0〜ZERO〜」リードトラック。『第63回NHK紅白歌合戦』歌唱楽曲。『第54回日本レコード大賞』優秀作品賞。
10. (YOU SHINE)THE WORLD (4:13)
作詞・作曲：STY / Andy Love / Marcus Winter-John / Daniel Obi Klein、編曲：Daniel Obi Klein
  - 7thシングルカップリング曲。
11. Powder Snow 〜永遠に終わらない冬〜 (5:37)
作詞：小竹正人、作曲：華原大輔 / SHIKATA、編曲：華原大輔
  - 8thシングル表題曲。
12. LOOK @ US NOW! (5:00)
作詞：michico、作曲：T.Kura / michico、編曲：T.Kura
  - 3rdアルバム「MIRACLE」収録曲。
13. 君の瞳に恋してる -Can't Take My Eyes Off You- (5:34)
作詞・作曲：Bob Crewe / Bob Gaudio、編曲：中野雄太、ヴォーカルアレンジ：和田昌哉 / 中野雄太
  - 3rdアルバム「MIRACLE」収録曲。
14. BURNING UP / EXILE TRIBE (三代目J Soul Brothers VS GENERATIONS) (3:59)
作詞：bag o'pound、作曲：SMIDI / SIRIUS、編曲：SMIDI
  - EXILE TRIBEの2ndシングル表題曲。オリジナルバージョンはアルバム初収録。
15. Japanese Soul Brothers / 二代目J Soul Brothers ＋ 三代目J Soul Brothers (4:56)
作詞：michico、作曲：T.Kura / michico
16. 24karats TRIBE OF GOLD / EXILE TRIBE (6:18)
作詞：STY / P-CHO / GS / KUBO-C / Tomogen、作曲：STY
  - EXILE TRIBEの1stシングル表題曲。

#### DVD/Blu-ray
[Music Video]
1. Best Friend's Girl
2. On Your Mark 〜ヒカリのキセキ〜
3. 1st Place (LIVE)三代目 J Soul Brothers LIVE TOUR 0〜ZERO〜 @YOKOHAMA ARENA
4. LOVE SONG
5. 次の時代へ
6. FIGHTERS -ROUND 1-
7. FIGHTERS -ROUND 2-
8. FIGHTERS -ROUND 3-
9. リフレイン
10. Go my way
11. 花火
12. (YOU SHINE)THE WORLD (LIVE)三代目 J Soul Brothers LIVE TOUR 0〜ZERO〜 YOKOHAMA ARENA
13. Powder Snow 〜永遠に終わらない冬〜
14. LOOK @ US NOW!
15. 君の瞳に恋してる -Can't Take My Eyes Off You (LIVE) 三代目 J Soul Brothers LIVE TOUR 0〜ZERO〜 @SAITAMA SUPER ARENA
16. BURNING UP / EXILE TRIBE (三代目 J Soul Brothers VS GENERATIONS)
17. Japanese Soul Brothers / 二代目 J Soul Brothers VS 三代目 J Soul Brothers
18. 24karats TRIBE OF GOLD / EXILE TRIBE

### BLUE IMPACT

#### CD
1. JSB Blue (5:04)
作詞：michico、作曲：T.Kura / michico、編曲：T.Kura
2. Higher (3:18)
作詞：P.O.S.、作曲：SKYBEATZ / ERIK RIDBOM / Jeff Miyahara、編曲：SKYBEATZI、トラックアレンジ：SKY BEATZ
  - 9thシングルカップリング曲。
3. SPARK (3:23)
作詞：ArikA、作曲：Albi Albertsson / Nanna Larsen / Keith Hamilton、編曲：MUSSASHI
  - 9thシングル表題曲。サマンサタバサ「Samantha Tiara / SAMANTHA SILVA ジュエリー」CMソング。
4. 冬物語 (5:35)
作詞：小竹正人、作曲：Hiroki Sagawa from Asiatic Orchestra、編曲：中野雄太
  - 10thシングル表題曲。『第64回NHK紅白歌合戦』歌唱楽曲。日本テレビ系『PON!』2013年10月度エンディングテーマ。ハウステンボス 「光の王国篇」CMソング。モイスト・ダイアン『オイルシャンプー』 「使ってます篇」CMソング。
5. Back In Love Again (4:56)
作詞：岡田マリア、作曲：FAST LANE / Erik Lidbom
6. SO RIGHT (3:47)
作詞：岡田マリア、作曲：Ichiro Suezawa / Drew Ryan Scott / Devin Fox、編曲：ICHI
  - 11thシングル表題曲。フジテレビ系土ドラ枠『ハニー・トラップ』主題歌。
7. Waking Me Up (3:57)
作詞：岡田マリア、作曲：SKYBEATZ / FAST LANE / CHRIS HOPE / J FAITH
  - EXILE TRIBEの2ndシングル「BURNING UP」カップリング曲。ABC MART「メンズサンダルフェア」CMソング。
8. T.T.T. (Top To Toe) (3:29)
作詞・作曲：STY
  - 10thシングルカップリング曲。ABC MART「VANS ブーツスニーカー」CMソング。
9. Forever Together (3:57)
作詞：カミカオル、作曲：Ichiro Suezawa / Drew Ryan Scott、編曲：ichi
  - サマンサタバサ「Samantha×カワイイ×Art」CMソング。
10. PRIDE (5:14)
作詞：今市隆二、作曲・編曲：田中亮輔
  - 今市が初めて作詞した楽曲。また、三代目 J Soul Brothersがデビューして以来、メンバーが詞を手掛けるのは今回が初めて。
11. BURNING UP -三代目J Soul Brothers version- (3:57) [Bonus Track]
作詞：bag o'pound、作曲：SMIDI・SIRIUS
  - EXILE TRIBEの2ndシングル表題曲の三代目 J Soul Brothersバージョン。歌詞が一部オリジナル盤と変更されている。

#### DVD/Blu-ray
[Music Video]
1. SPARK
2. Waking Me Up
3. 冬物語
4. SO RIGHT

[Document]
1. SPARK
2. 冬物語
3. SO RIGHT